# Гаранин, Степан Николаевич
Степа́н Никола́евич Гара́нин (12 декабря 1898 — 9 июля 1950) — полковник, в 1937—1938 годах — начальник Северо-Восточного исправительно-трудового лагеря. Реабилитирован посмертно.

## Биография
Родился в Беларуси в семье крестьян.. Окончил сельскую школу. С 17 лет пошёл работать. Был призван в Русскую армию, последнее звание до Октябрьской революции — унтер-офицер.
С 1918 года — в Красной Армии.
В январе 1919 года вступил в РКП(б).
Участник Гражданской войны, участвовал в боях с войсками А. И. Деникина. С 1 сентября 1920 по май 1921 года находился в плену частей Польской армии, бежал.
После возвращения из плена окончил Высшую пограничную школу, служил в погранчастях, до октября 1937 года являлся начальником 15-го пограничного отряда в Беларуси. Награждался нагрудным знаком Почётного работника ВЧК-ОГПУ, грамотой ЦИК БССР, боевым оружием. Имел звание полковника.
Родители жены Гаранина были причислены к кулакам и высланы в Котлас. Перед отъездом на Колыму в своем анкетном листе Гаранин писал: «За связь с чуждым элементом имел строгий выговор в 1935 году».
1 декабря 1937 года прибыл на Колыму. С 19 декабря 1937 года — начальник Севвостлага.
С именем Гаранина  связывают массовые репрессии и расстрелы в лагерях «Дальстроя», получившие название «гаранинщина».
27 сентября 1938 года арестован. Основанием для ареста послужила антисанитария в лагере, вызвавшая высокий уровень смертности заключённых. 30 мая 1939 года этапирован в Москву и помещён в Сухановскую тюрьму. Особым совещанием НКВД СССР 17 января 1940 года осуждён на срок 8 лет исправительно-трудовых лагерей (ИТЛ). Позднее срок содержания в лагере продлён.
Умер 9 июля 1950 года в Печорском исправительно-трудовом лагере.
3 июля 1989 года сотрудники следственного отдела КГБ СССР пришли к выводу, что С. Н. Гаранин «подпадает под действие ст. 1 Указа Президиума Верховного Совета СССР от 16 января 1989 г. „О дополнительных мерах по восстановлению справедливости в отношении жертв репрессий, имевших место в период 30—40-х и начале 50-х годов“». 6 февраля 1990 года указанное заключение в отношении С. Н. Гаранина утвердила заместитель начальника Управления по надзору за исполнением законов о государственной безопасности, межнациональным и международно-правовым вопросам Прокуратуры СССР Л. Ф. Космарская. Таким образом, С. Н. Гаранин был посмертно реабилитирован.

## Список использованных источников
1. ↑  Кадровый состав НКВД. Дата обращения: 26 августа 2019. Архивировано 16 августа 2019 года.
2. ↑  Магадан. Конспект прошлого / Сост. и авт. вступ. статей А. Г. Козлов.— Магадан: Кн. изд-во, 1989. — С. 77. — ISBN 5-7581-0066-8
3. ↑  Приказ по Дальстрою от 07.12.1937 № 395 По кадрам
4. ↑  Приказ по Дальстрою от 01.01.1938 № 1 По кадрам
5. ↑  Козлов А. Г. Гаранин и «гаранинщина». Материалы научно-практической конференции. «Колыма.ru». Дата обращения: 26 декабря 2010. Архивировано из оригинала 4 августа 2013 года.

## Список дополнительных источников
- Бацаев И. Д., Козлов А. Г. Дальстрой и Севвостлаг НКВД СССР в цифрах и документах: В 2-х ч. Ч. 1 (1931—1941). — Магадан: СВКНИИ ДВО РАН, 2002. — С. 350. — ISBN 5-94729-006-5.
- Бирюков А. М. Реализация приказа № 00447 на Колыме. К истокам «гаранинщины». Материалы научно-практической конференции. «Колыма.ru». Дата обращения: 26 декабря 2010.